# Podkonice
Podkonice jsou obec na Slovensku v okrese Banská Bystrica v Banskobystrickém kraji. Obec leží jedenáct kilometrů severovýchodně od Banské Bystrice. Rozloha katastrálního území činí 28,47 km². V katastrálním území obce leží přírodní rezervace Barania hlava.